# Гуляш по-секейски

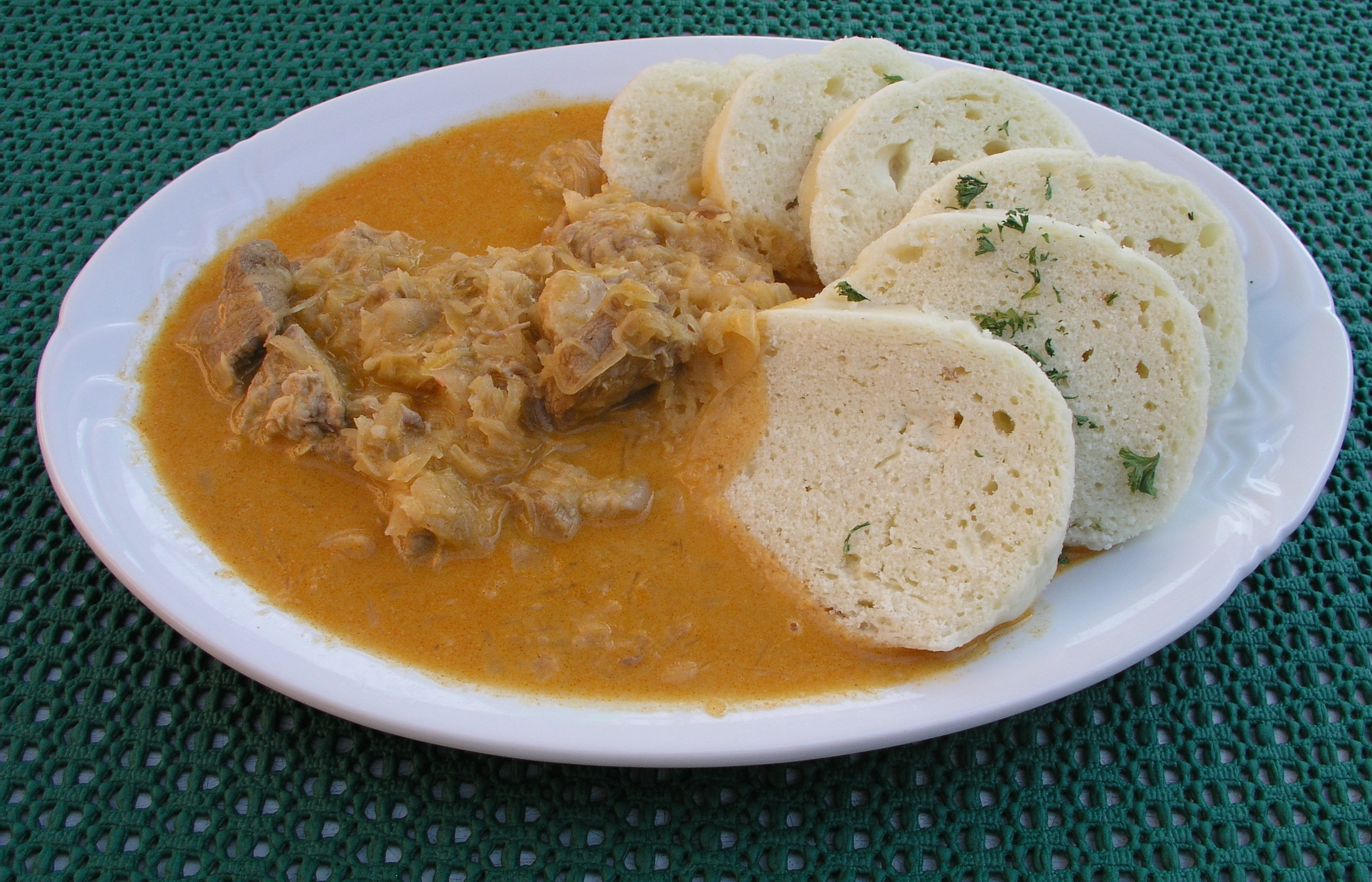
Сегединский гуляш, сервированный с кнедликами

С каким удовольствием я по дороге через Венгрию приготовил бы господам офицерам сегединский гуляш!
Гуляш по-секейски, гуляш а-ля Секей (венг. székelygulyás), капуста а-ля Секей (венг. székelykáposzta), также сегединский гуляш, гуляш по-сегедски (нем. Szegediner Gulasch) — блюдо венгерской кухни, тушенная с квашеной капустой свинина. По мнению Кароя Гунделя, не является гуляшом, поскольку имеет более густую консистенцию.
В Венгрии блюдо носит имя своего изобретателя — поэта и писателя XIX века Йожефа Секея и не связано с секеями. На немецком языке оно известно как «сегединский гуляш» или «гуляш по-сегедски» и под таким названием встречается в русских переводах «Похождений бравого солдата Швейка» Я. Гашека и «Теней в раю» Э. М. Ремарка.
Гуляш по-секейски начинают готовить как пёркёльт из нарезанной мелкими кусочками свинины, но с меньшим количеством паприки. По его полуготовности добавляют квашеную капусту, зелёный перец и костный бульон. В заключение блюдо загущивают сметаной, смешанной с мукой. Готовая капуста а-ля Секей должна оставаться немного упругой. Считается, что гуляш по-секейски становится вкуснее настоявшись, на следующий день, хотя при разогревании он и потеряет в биологической ценности.